# Mastax rugiceps
Mastax rugiceps é uma espécie de carabídeo da tribo Brachinini, com distribuição restrita à Myanmar.